# 静岡県道79号吉田大東線
静岡県道79号吉田大東線（しずおかけんどう79ごう よしだだいとうせん）は、静岡県榛原郡吉田町から掛川市に至る県道（主要地方道）である。

## 概要
榛原郡吉田町大幡から掛川市小貫に至る。

### 路線データ
- 起点：静岡県榛原郡吉田町大幡（国道150号交点）
- 終点：静岡県掛川市小貫（小貫交差点、静岡県道38号掛川大東線・静岡県道247号中方千浜線交点）
- 総延長：27.8 km

## 歴史
- 1993年（平成5年）5月11日 - 建設省から、県道菊川吉田線・県道高瀬菊川線が吉田大東線として主要地方道に指定される[2]。
- 1994年（平成6年）4月1日、認定[1]。
- 2014年（平成26年）12月19日 - 菊川市立河城小学校南側を迂回するバイパス道路（菊川市吉沢）が開通[3]。

## 路線状況

### バイパス区間
- 静岡県道234号吉沢金谷線起点（菊川市吉沢）付近の現道は狭隘な道路であるため、現道の南側を迂回するバイパス道路が整備された[3]。
- 静岡空港へのアクセス道路のひとつとして[4]、島田市南原から牧之原市坂部にかけての区間（南原工区 1.7km）が整備中である[5]。島田市南原方面の延長上にははばたき橋がある。

### 重複区間
- 静岡県道73号細江金谷線（牧之原市坂部：1.2 km）
- 静岡県道233号榛原金谷線（牧之原市勝間・白山神社南交差点 - 牧之原市勝間・勝間田小東交差点）
- 静岡県道235号菊川榛原線（菊川市堀之内・堀之内交差点 - 菊川市和田）
- 静岡県道37号掛川浜岡線（菊川市堀之内・堀之内交差点 - 菊川市半済）
- 静岡県道386号小笠掛川線（菊川市中内田・中内田交差点 - 菊川市下内田・下内田交差点）

### 道路施設

#### 道の駅
- そらっと牧之原（牧之原市）

## 地理

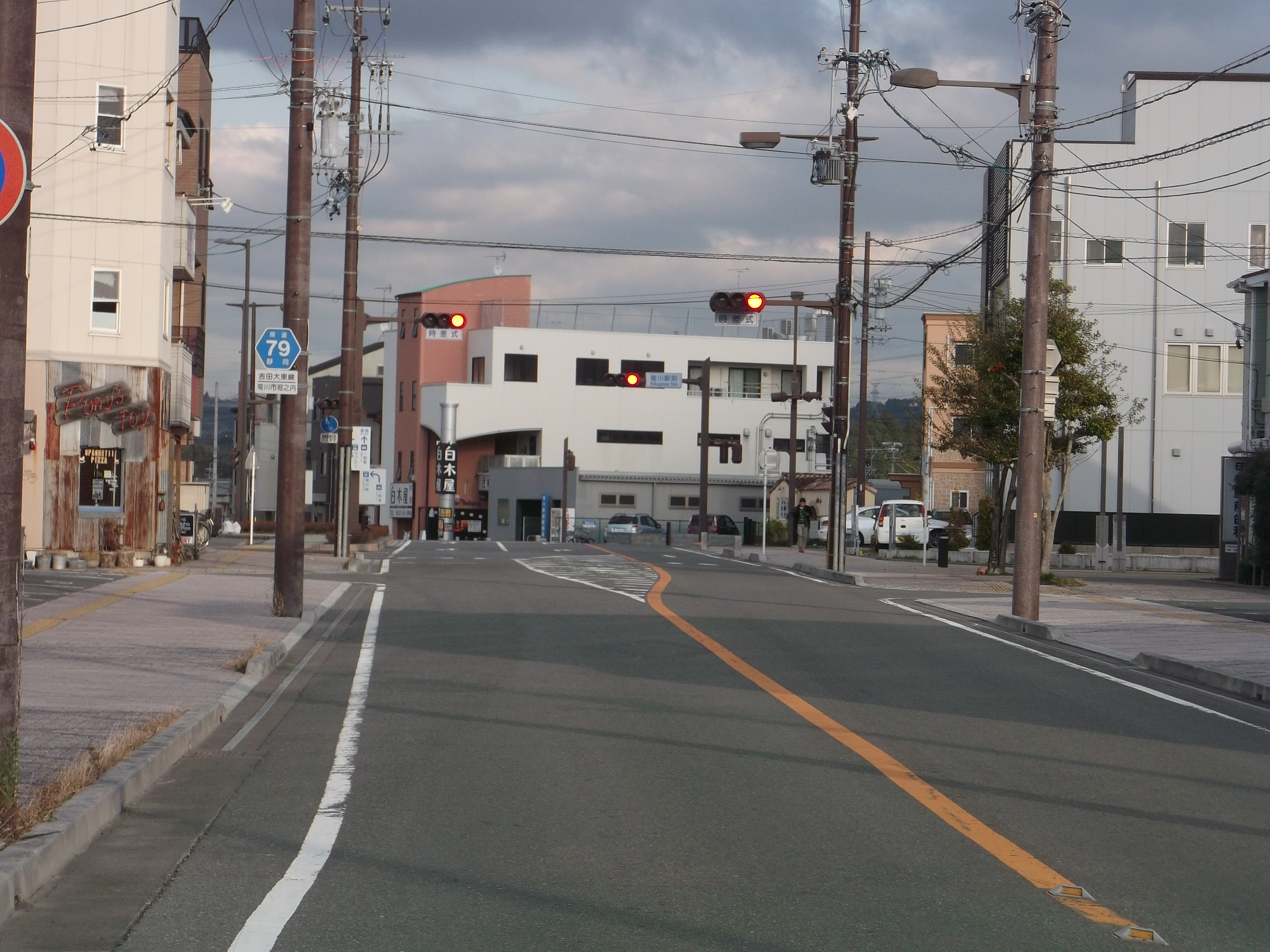
菊川駅前付近

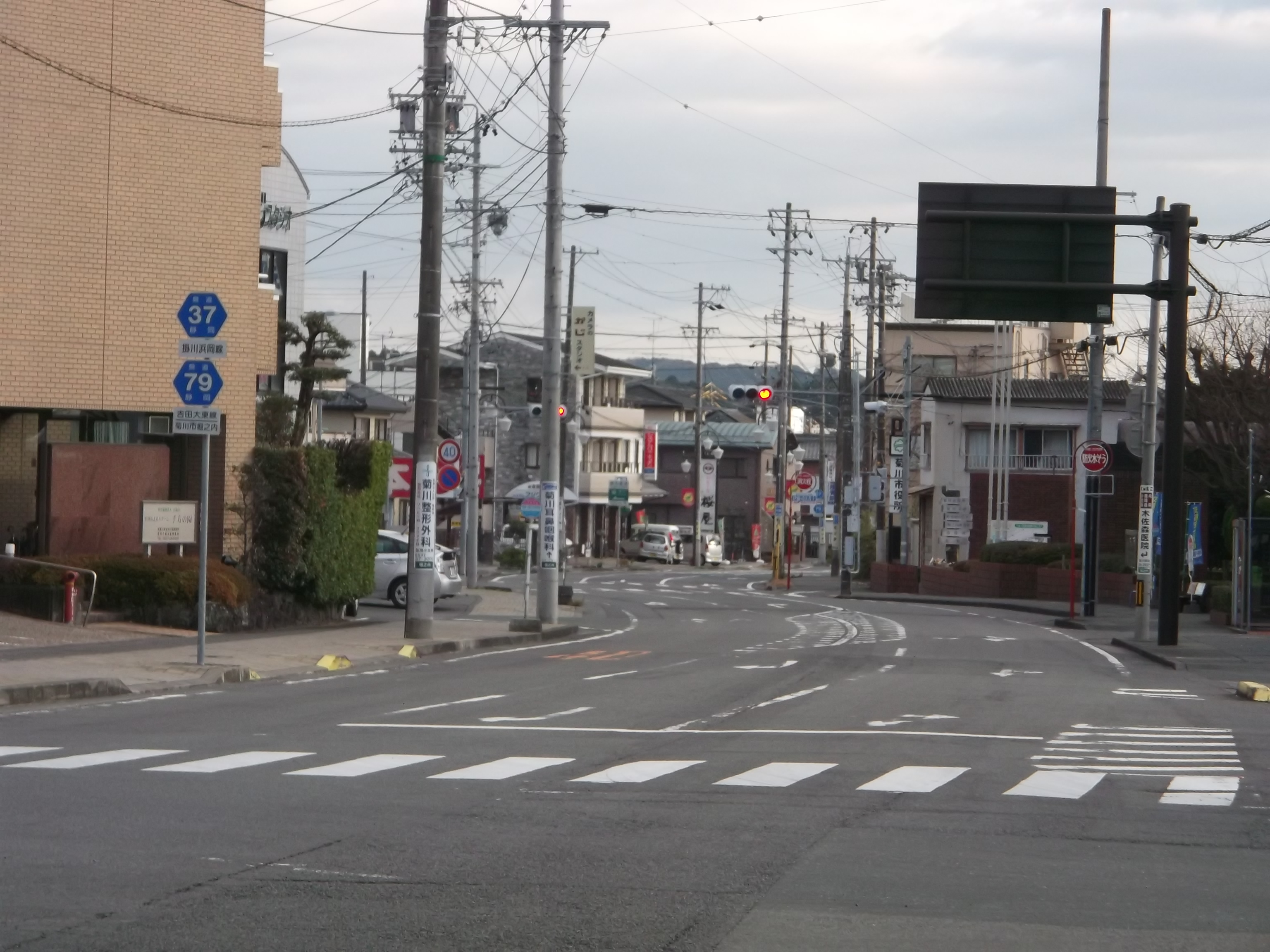
菊川市堀之内（静岡県道37号掛川浜岡線との重複区間）

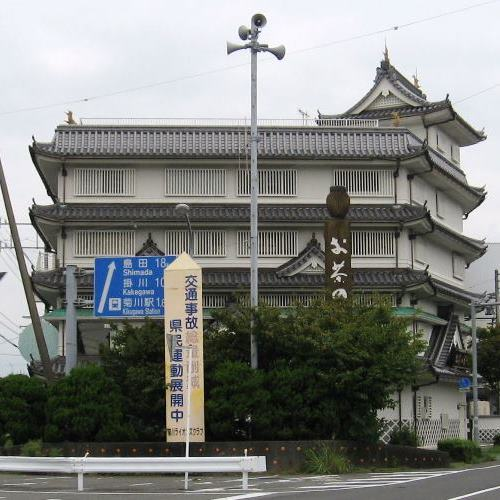
菊川インター前交差点（静岡県菊川市）

### 通過する自治体
- 榛原郡吉田町
- 牧之原市
- 菊川市
- 掛川市

### 交差する道路
- 国道150号（榛原郡吉田町大幡、起点）
- 静岡県道34号島田吉田線（静岡県道230号住吉金谷線 重複）（榛原郡吉田町神戸）
- 榛南広域農道（榛原郡吉田町神戸）
- 静岡県道73号細江金谷線（牧之原市坂部）
- 静岡県道73号細江金谷線（牧之原市坂部）
- 静岡県道233号榛原金谷線（牧之原市勝間・白山神社南交差点）
- 静岡県道233号榛原金谷線（牧之原市勝間・勝間田小東交差点）
- 国道473号（牧之原市嶋・牧之原交差点）
- 国道473号 金谷相良道路（菊川市沢水加）
- 静岡県道234号吉沢金谷線（菊川市吉沢）
- 静岡県道235号菊川榛原線（菊川市和田）
- 静岡県道37号掛川浜岡線（菊川市堀之内・堀之内交差点）
- 静岡県道37号掛川浜岡線（菊川市半済）
- 東名高速道路 菊川インターチェンジ（菊川市加茂）
- 静岡県道245号川上菊川線（菊川市加茂・菊川IC南交差点）
- 静岡県道37号掛川浜岡線（菊川市加茂）
- 静岡県道386号小笠掛川線（菊川市中内田・中内田交差点）
- 静岡県道386号小笠掛川線（菊川市下内田・下内田交差点）
- 静岡県道38号掛川大東線・静岡県道247号中方千浜線（掛川市小貫・小貫交差点、終点）

### 沿線
- JR東海東海道本線 菊川駅